# Batalha das Estradas Bascas
A Batalha das Estradas Bascas (em inglês: Battle of the Basque Roads), também conhecida como Batalha de Aix Roads (em francês: Bataille de l'île d'Aix, também Affaire des brûlots, raramente Bataille de la rade des Basques), foi uma grande batalha naval das Guerras Napoleônicas, travada no estreito das Estradas Bascas na foz do Rio Charente na costa de Biscaia do Império Francês. A batalha, que durou de 11 a 24 de abril de 1809, foi incomum porque colocou um esquadrão britânico, montado às pressas e composto por pequenos e heterodoxos navios de guerra da Royal Navy, contra a força principal da Frota do Atlântico francesa. As circunstâncias foram ditadas pelas águas costeiras apertadas e rasas em que a batalha foi travada. A batalha também é notória por suas consequências políticas controversas tanto na Grã-Bretanha quanto na França.
Em fevereiro de 1809, a Frota do Atlântico francesa, bloqueada em Brest, na costa da Bretanha, pela Frota do Canal britânica, tentou romper o bloqueio para Atlântico e reforçar a guarnição da Martinica. Avistada e perseguida por esquadrões de bloqueio britânicos, a frota francesa não conseguiu escapar da Baía da Biscaia e acabou fundeando em Basque Roads, perto da base naval de Rochefort. Lá, permaneceu sob observação durante março pela frota britânica sob o comando do soturno almirante lorde Gambier. O Almirantado Britânico, desejando um ataque à frota francesa, ordenou a lorde Cochrane, um capitão júnior franco e popular, que liderasse o ataque, contrariando as objeções de vários oficiais superiores. Cochrane organizou um esquadrão costeiro de navios incendiários e navios-bombardeiros, incluindo uma fragata convertida, e liderou pessoalmente essa força em Basque Roads na noite de 11 de abril.
O ataque causou poucos danos diretos, mas, nas águas estreitas do canal, os navios incendiários espalharam pânico entre os marinheiros da frota francesa, fazendo com que a maioria dos seus navios encalhassem e ficassem imóveis. Cochrane esperava que Gambier seguisse seu ataque com a frota principal, que então poderia destruir a vulnerável frota francesa, mas Gambier se recusou. Cochrane prosseguiu com a batalha pelos dias seguintes, destruindo com sucesso vários navios franceses, mas com pouco apoio de Gambier. Isso permitiu que a maior parte da frota francesa voltasse a flutuar e recuasse rio Charente acima, em segurança. Gambier chamou Cochrane de volta em 14 de abril e o enviou de volta à Grã-Bretanha, retirando a maior parte do esquadrão costeiro ao mesmo tempo, embora combates dispersos continuassem até 24 de abril. A já cada vez mais marginalizada frota francesa ficou seriamente danificada e retida em seus portos; vários capitães foram submetidos à corte marcial por covardia, e um deles foi executado por fuzilamento.
Na Grã-Bretanha, a batalha foi comemorada como uma vitória, mas muitos na Marinha se mostraram insatisfeitos com o comportamento de Gambier, e Cochrane usou sua posição como Membro do Parlamento para protestar publicamente contra a liderança de Gambier. Indignado, Gambier solicitou uma corte marcial para refutar as acusações de Cochrane, e seus aliados políticos garantiram que o júri fosse composto por seus apoiadores. Após um processo tenso e cheio de discussões, Gambier foi exonerado de qualquer culpa por falhas durante a batalha. A carreira naval de Cochrane ficou arruinada, embora ele tenha permanecido uma figura proeminente na Grã-Bretanha por décadas. Historiadores quase unanimemente condenaram Gambier por sua falha em apoiar Cochrane; até mesmo Napoleão opinou que ele era um "imbécile".

## Antecedentes
Por volta de 1809, a Marinha Real Britânica já era dominante no Atlântico. A frota francesa havia perdido seus melhores navios e marinheiros na Batalha do Nilo e ainda não se recuperara. Durante a Campanha de Trafalgar, em 1805, e a Campanha do Atlântico de 1806, a Frota do Atlântico francesa sofreu mais perdas navais e os sobreviventes ficaram presos nos portos franceses da Biscaia sob um estreito bloqueio pela Frota do Canal britânica]. A maior base francesa estava em Brest, na Bretanha, onde permanecia fundeada a principal parte da frota francesa, sob o comando do Contre-amiral Jean-Baptiste Willaumez, com destacamentos menores em Lorient e Rochefort. Esses portos estavam sob observação da Frota do Canal, liderada ao largo de Brest pelo almirante lorde Gambier. Gambier era um oficial impopular, cuja reputação se apoiava em ter sido o primeiro capitão a romper a linha francesa na Primeira Batalha de Junho em 1794, no HMS Defence. Desde então, passara a maior parte de sua carreira como administrador no Almirantado Britânico, recebendo o título de Barão Gambier por seu comando da frota no Bombardeio de Copenhague em 1807. Sendo um rigoroso metodista, Gambier era apelidado de "Dismal Jimmy" por seus homens.

### A incursão de Willaumez
A superioridade britânica no mar permitia que a Royal Navy lançasse operações contra o Império Ultramarino Francês sem grande oposição, em particular contra as colônias lucrativas francesas no Caribe. No final de 1808, os franceses descobriram que uma invasão britânica da Martinica estava em preparação, e enviaram ordens a Willaumez para que a frota deixasse o porto, se reunisse com os esquadrões de Lorient e Rochefort e reforçasse a ilha. Com a frota de Gambier bloqueando Brest, Willaumez não pôde agir, e só sentiu que poderia sair quando tempestades de inverno forçaram a frota de bloqueio a recuar para o Atlântico, em fevereiro de 1809. Assim, ao amanhecer de 22 de fevereiro, ele partiu rumo ao sul, pelo Raz de Sein, com oito navios de linha e duas fragatas. Gambier deixara apenas um único navio de linha, o HMS Revenge (capitão Charles Paget) para vigiar Brest, e Paget avistou as manobras francesas às 09h00, deduzindo corretamente o próximo destino de Willaumez.

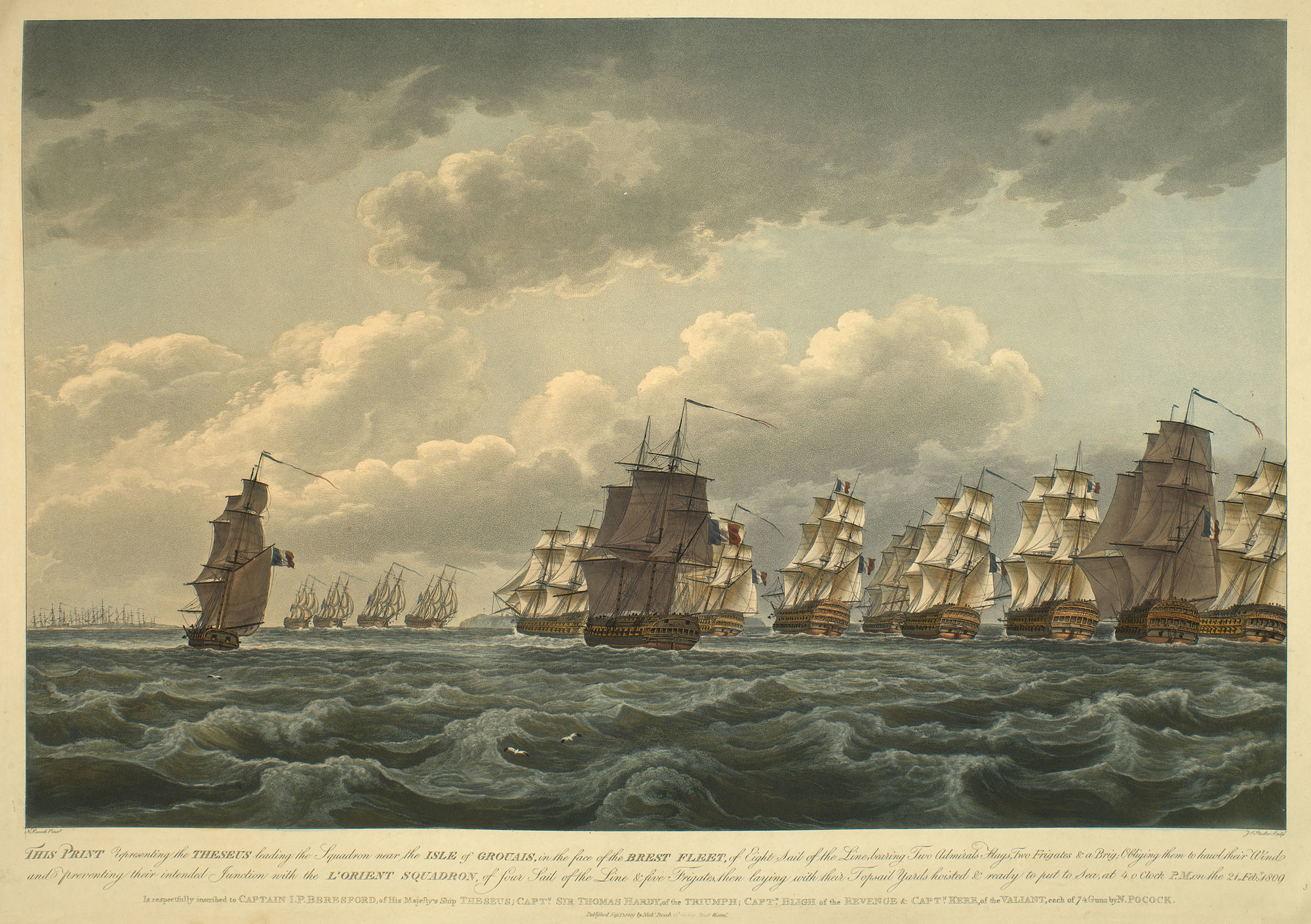
Visão do Esquadrão Britânico, liderado pelo Theseus, impedindo o esquadrão de Lorient de se unir à frota de Brest, próximo à Ilha de Groix, em 21 de fevereiro de 1809.

O esquadrão de bloqueio em Lorient era composto pelos navios de linha HMS Theseus, HMS Triumph e HMS Valiant, sob o comando do comodoro John Beresford, que vigiava três navios no porto, sob o comando do contre-amiral Amable Troude. Às 15h15, Paget, que havia perdido contato com a frota francesa, alcançou a área ao largo de Lorient e enviou um sinal de alerta a Beresford. Às 16h30, o esquadrão de Beresford avistou a frota de Willaumez, que cambiava para sudeste. Willaumez ordenou ao seu vice-comandante, contre-amiral Antoine Louis de Gourdon, que expulsasse Beresford, e Gourdon virou quatro navios para perseguir o esquadrão britânico, com o restante da frota francesa seguindo mais distante. Beresford recuou para o noroeste, abrindo a rota para Lorient. Objetivo cumprido, Gourdon retornou a Willaumez, e a frota fundeou próxima à ilha de Groix.
Na manhã de 23 de fevereiro, Willaumez enviou a escuna de despacho Magpye para Lorient, com instruções para Troude zarpar assim que fosse possível e seguir para o Pertuis d'Antioche, próximo a Rochefort, onde a frota se reuniria. Willaumez então conduziu sua frota rumo ao sul, seguido, a partir das 09h00, pelo esquadrão de Beresford. A frota francesa passou entre Belle-Île e Quiberon, depois ao redor de Île d'Yeu, passando pelo Phares des Baleines, em Île de Ré, às 22h30. Naquele ponto, a frota foi avistada pela fragata HMS Amethyst, sob o capitão Michael Seymour, que atuava como batedora para o esquadrão de bloqueio em Rochefort, composto pelos navios de linha HMS Caesar, HMS Defiance e HMS Donegal, sob o comando do contra-almirante Robert Stopford, fundeados ao largo do Phare de Chassiron, em Île d'Oléron. Foguetes de sinalização da Amethyst alertaram Stopford sobre a presença de Willaumez, e o contra-almirante se aproximou dele durante a noite, mas não dispunha de força suficiente para impedi-lo de entrar em Basque Roads na manhã de 24 de fevereiro.

### O bloqueio de Gambier
Supondo que a frota francesa tivesse partido de Brest, Stopford enviou a fragata HMS Naiad (capitão Thomas Dundas) para avisar Gambier. O comandante britânico descobrira que a frota francesa não estava mais fundeada em 23 de fevereiro e reagiu enviando oito navios, sob o contra-almirante John Thomas Duckworth, rumo ao sul para bloquear qualquer tentativa de a frota francesa entrar no Mar Mediterrâneo, enquanto o próprio Gambier seguia com seu navio-capitânia, o HMS Caledonia, de 120 canhões, de volta a Plymouth para obter reforços. No Canal da Mancha, a Naiad encontrou a Caledonia e transmitiu a mensagem de Stopford. Gambier prosseguiu até Plymouth, reuniu quatro navios de linha ancorados ali e imediatamente retornou à Baía da Biscaia, unindo-se a Stopford em 7 de março, formando uma frota de 13 navios, reduzida depois a 11 quando Defiance e Triumph foram destacados.
Pouco após deixar o esquadrão de Stopford em Basque Roads, a Naiad avistou, às 07h00 de 24 de fevereiro, três velas aproximando-se pelo norte. Tratava-se das fragatas francesas Italienne, Calypso e Cybèle; um esquadrão de fragatas enviado de Lorient por Troude, cujos navios de linha foram retidos por marés desfavoráveis. As fragatas mais leves zarparam antes do esquadrão de batalha para se unir a Willaumez na manhã anterior. Sua passagem foi observada pela fragata HMS Amelia e pelo sloop HMS Doterel, que as seguiram durante a noite. Ao sul, Dundas sinalizou a Stopford, e este deixou as fragatas HMS Amethyst e HMS Emerald para vigiar a frota francesa, enquanto ele próprio liderava o esquadrão principal em perseguição às fragatas francesas. Encurraladas entre as duas forças britânicas, as fragatas francesas, comandadas pelo comodoro Pierre-Roch Jurien, navegaram para perto das baterias de Les Sables-d'Olonne, onde foram atacadas na Batalha de Les Sables-d'Olonne e encalhadas pelo fogo dos navios britânicos, ficando além de qualquer possibilidade de conserto.
Willaumez não fez qualquer movimento para desafiar Stopford ou Gambier, embora tivesse se reunido com o esquadrão de Rochefort, composto por três navios de linha, duas fragatas e um navio de apoio armado, o capturado quarto navio de linha Calcutta, comandado pelo comodoro Gilbert-Amable Faure. Juntos, a frota francesa, agora com 11 navios de linha, recuou do ancoradouro mais aberto de Basque Roads para o canal estreito sob as baterias da Île-d'Aix, conhecido como Aix Roads. Essas águas ofereciam maior proteção contra a frota britânica, mas também eram extremamente perigosas; em 26 de fevereiro, quando manobravam para águas mais rasas, o navio de linha francês Jean Bart (74 canhões) encalhou em Palles Shoal, ao largo da Île Madame, e foi destruído. O canal em que Willaumez posicionou sua frota formava uma forte posição defensiva: para atacar, seria necessário atravessar as águas abertas de Basque Roads, ultrapassar o extenso e perigoso Banco de Boyart, que ficava logo abaixo da superfície, e então enfrentar o fogo das baterias da Île-d'Aix antes de, finalmente, chegar à frota francesa. Esse ancoradouro já fora atacado antes, como no ataque a Rochefort, em 1757, mas tentativas mais recentes, em 1803, e 1807, fracassaram.
A situação de impasse levou a movimentações de ambos os lados da baía. Na frota francesa, havia insatisfação com a relutância de Willaumez em atacar Stopford mesmo quando tinha superioridade numérica, perdendo a chance de romper o ancoradouro e cumprir os objetivos no Caribe. O capitão Jacques Bergeret ficou tão indignado que escreveu uma carta criticando Willaumez ao Ministro da Marinha Denis Decrès, alertando que Aix Roads era extremamente vulnerável a um ataque britânico. Embora Napoleão aparentemente concordasse com a opinião de Willaumez, Decrès substituiu e censurou tanto Willaumez quanto Bergeret, nomeando Zacharie Allemand para o comando em 16 de março. Notícias chegaram de que uma força de invasão britânica havia capturado a Martinica no final de fevereiro, então, sem novas instruções, Allemand se concentrou em fortalecer suas defesas.
A posição francesa foi reforçada com uma pesada barreira formada por correntes e troncos de árvores entre o Banco de Boyart e a Île-d'Aix, medindo cerca de 0,5 milhas náuticas (1 000 yd) de extensão e 31,5 polegadas (80 cm) de largura, fixada com âncoras de mais de 5 toneladas, embora de modo tão sutil que passou despercebida pela frota britânica. Mais de dois mil recrutas franceses foram posicionados na Île-d'Aix, apoiando baterias de canhões de 36 libras, embora tentativas de construir um forte no Banco de Boyart tenham sido identificadas pelos britânicos e, em 1 de abril, a Amelia atacou a bateria em construção, dispersando os trabalhadores e destruindo a construção inacabada. Allemand também ordenou que seus capitães adotassem a posição chamada lignée endentée, na qual os navios se ancoravam em duas linhas alternadas através do canal, de modo que quaisquer navios atacantes seriam submetidos ao fogo combinado de várias embarcações, efetivamente “cortando o T” de qualquer tentativa de assalto, enquanto as fragatas ficariam entre a frota e a barreira.
Na frota britânica, houve muito debate sobre como proceder contra os franceses. Gambier temia um ataque de navios incendiários franceses contra sua frota ancorada em Basque Roads, o que poderia causar grande destruição, e ordenou que seus capitães se preparassem para recuar do bloqueio rapidamente se tal operação fosse avistada. Ele também escreveu ao Almirantado Britânico, em Londres, recomendando a preparação de navios incendiários, mas advertindo que "é um modo horrível de fazer guerra, e a tentativa é muito arriscada, se não for suicida". Vários oficiais da frota, em particular o contra-almirante Eliab Harvey, se ofereceram para liderar tal ataque, mas Gambier hesitou em agir, sem obter medições de profundidade ou fazer preparativos práticos para o assalto.

### A determinação de Mulgrave

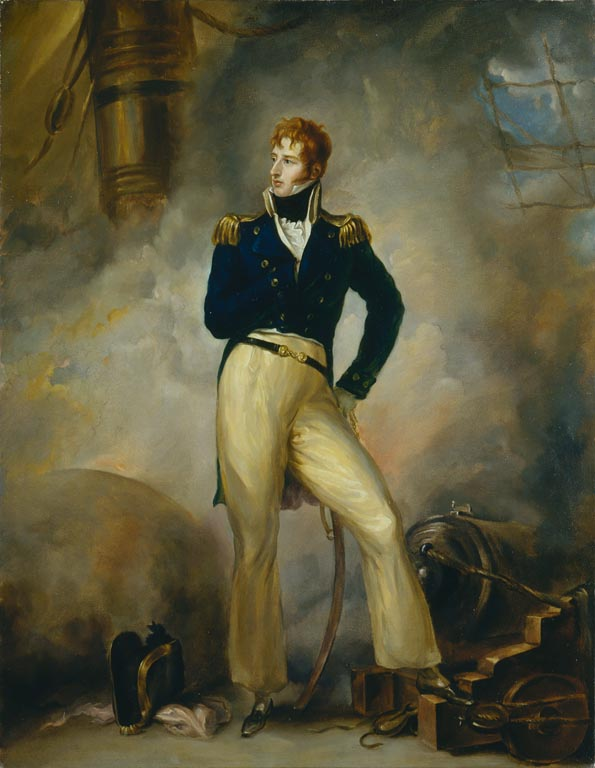
Lorde Cochrane por Peter Edward Stroehling, 1807, GAC.

Com a hesitação de Gambier em Basque Roads, o Primeiro Lorde do Almirantado lorde Mulgrave interveio. O governo do primeiro-ministro lorde Portland estava preocupado com a ameaça que a frota francesa representava para os lucros das colônias britânicas nas Índias Ocidentais, e determinou que um ataque deveria ser feito. Assim, em 7 de março, ordenou-se que dez navios incendiários fossem preparados. Ao considerar quem comandaria a operação, Mulgrave tomou então uma decisão altamente controversa. Em 11 de março, a fragata HMS Imperieuse ancorou em Plymouth, e uma mensagem ordenou que o capitão lorde Cochrane fosse imediatamente ao Almirantado. Cochrane, filho mais velho do Conde de Dundonald, era um oficial agressivo e franco que ganhara notoriedade em 1801, ao capturar a fragata espanhola de 32 canhões Gamo com o brigue de 14 canhões HMS Speedy. Nas fragatas HMS Pallas e Imperieuse, ele causara estragos na costa francesa e espanhola, atacando constantemente navios e defesas costeiras, incluindo, de forma relevante, operações na área de Rochefort.
Cochrane também era politicamente ativo, eleito como Membro do Parlamento por Westminster em 1807, como radical, defendendo reformas parlamentares e criticando ferozmente o governo de Portland. Durante a reunião com Mulgrave, Cochrane foi convidado a explicar um plano de ataque a Basque Roads que elaborara alguns anos antes. Ele descreveu, com entusiasmo, seu plano de usar navios incendiários e enormes bombas flutuantes para destruir uma frota ancorada na região. Ao terminar, Mulgrave anunciou que o plano seria executado e que Cochrane seria o comandante. Cochrane estava debilitado de saúde e ciente de que, caso o ataque fracassasse, ele levaria a culpa e sofreria prejuízos políticos. Ele também sabia que sua nomeação provocaria a ira da alta cúpula da Marinha, pois a escolha de um oficial relativamente júnior para liderar operação tão relevante era vista como ofensiva. Cochrane se recusou a aceitar, alegando que fora o único oficial a apresentar um plano viável para atacar a frota de Allemand; mesmo assim, Mulgrave insistiu. No dia seguinte, Mulgrave emitiu uma ordem direta: "Meu lorde, você deve ir. O conselho não aceitará mais recusas ou atrasos. Retorne à sua fragata imediatamente".
Cochrane voltou imediatamente ao Imperieuse, que então partiu de Plymouth para se juntar a Gambier. O almirante havia recebido ordens diretas de Mulgrave em 26 de março, instruindo-o a se preparar para um ataque, às quais ele respondera com duas cartas: uma concordando com a ordem e outra contestando, alegando que a água era muito rasa e as baterias da Île-d'Aix perigosas. Gambier, porém, só soube da liderança de Cochrane quando este chegou à frota, em 3 de abril, com as ordens de Mulgrave. O efeito foi dramático; Harvey, um dos Irmãos de Armas de Nelson que lutara em Trafalgar, ficou furioso, acusando Gambier de incompetência e conduta maliciosa, comparando-o de forma desfavorável a Nelson e chamando a nomeação de Cochrane de "insulto à frota". Gambier demitiu Harvey, enviando-o de volta à Grã-Bretanha com o HMS Tonnant para enfrentar uma corte marcial, e então ordenou que Cochrane iniciasse os preparativos para o ataque. Gambier também entregou a Cochrane panfletos metodistas para distribuir à tripulação. Cochrane os ignorou, mas enviou alguns ao seu amigo William Cobbett, jornalista radical, juntamente com uma carta descrevendo as condições na frota. Cobbett escreveu artigos como resposta, inflamando a opinião religiosa britânica contra Cochrane durante o escândalo que se seguiu à batalha.

## Ataque noturno

Mapa ilustrando a posição da frota francesa ancorada pouco antes do ataque britânico, na noite de 11 de abril

### Plano de Cochrane
Como os 18 navios incendiários preparados pelo governo em Londres ainda não haviam chegado quando Cochrane se juntou à frota, ele decidiu converter alguns outros, na semana seguinte, usando pelo menos oito chasse-marées carregados de piche e resina, materiais ideais para esse propósito, capturados pelo bloqueio. Cochrane também requisitou oito navios de transporte da reserva da frota para essa conversão, usando esses materiais. A fragata-armazém HMS Mediator foi escolhida para ser a peça central da força de ataque. As embarcações foram carregadas com explosivos e materiais inflamáveis, como feno embebido em rum, com tripulações formadas por voluntários da frota. Em três dessas embarcações, Cochrane colocou 1 500 barris de pólvora, cobertos por centenas de obuses e milhares de granadas, criando um navio-bomba, uma enorme bomba flutuante de sua própria concepção, planejada para explodir bem no meio da linha francesa. Nesse período, um ataque de barcos franceses contra os navios incendiários foi repelido, causando a morte de dois marinheiros britânicos e deixando um ferido, e, em 5 de abril, Cochrane realizou um reconhecimento das abordagens de Aix Roads, disparando contra os fortes e a frota para avaliar sua resposta. Em seguida, escreveu a Mulgrave sugerindo que, com uma força expedicionária de 20 mil homens, poderia capturar as defesas que davam vista ao ancoradouro, afundar navios-bloqueio no canal e, assim, privar permanentemente os franceses de uma de suas mais importantes bases navais, embora sua carta tenha sido ignorada.
Em 6 de abril, chegou o navio-bombardeiro HMS Aetna, equipado com um pesado morteiro, trazendo também William Congreve, inventor de um sistema de foguete de artilharia que seria usado no ataque. Em 10 de abril, chegaram mais doze navios incendiários, elevando para 24 o total de embarcações disponíveis para Cochrane. Eles vinham acompanhados de um transporte carregado com milhares de foguetes Congreve, que foram amarrados aos mastros e vergas dos navios incendiários para serem disparados em todas as direções enquanto os navios queimavam. Devido à falha de Gambier em fazer medições no canal, é possível que Cochrane não soubesse da existência da barreira, embora o historiador James Henderson sugira que ele soubesse, mas não informou Gambier, temendo que este desistisse da operação. O plano de Cochrane era que sua força, liderada pelo pesado Mediator e os navios-bomba, entrasse no ancoradouro durante a noite e causasse confusão na frota francesa. Esperava-se que, em meio ao caos, alguns navios franceses fossem destruídos pelo fogo e outros encalhassem, dando oportunidade para a frota britânica, então, aniquilar ou capturar o restante. Allemand, percebendo a preparação dos navios incendiários em Basque Roads, reforçou suas defesas posicionando 73 pequenos barcos próximos à barreira, a fim de rebocar qualquer navio incendiário que se aproximasse, atirando-o contra os baixios. Ele também ordenou que todos os navios de linha retirassem suas velas e mastros superiores, o que os tornava praticamente imóveis, mas menos inflamáveis, enquanto as fragatas mantinham o cordame, pois precisariam se mover em caso de ataque maior.
Os preparativos de Cochrane foram concluídos, e o ataque foi marcado para a noite de 11 de abril, embora Gambier hesitasse em permitir que seus marinheiros participassem. Ele teria dito: "Se você quer se lançar à autodestruição, esse é um problema seu... mas é meu dever proteger a vida dos outros, e não exporei as tripulações dos navios incendiários a um perigo evidente". Cochrane ficou indignado, e, após discussão, Gambier cedeu e permitiu o ataque. Ele posicionou o Imperieuse próximo ao Banco de Boyart, ao norte da barreira, a cerca de 2,5 milhas náuticas (4,6 km) da frota francesa, apoiado pelas fragatas HMS Aigle, HMS Unicorn e HMS Pallas. Essas embarcações recolheriam as tripulações dos navios incendiários à medida que elas abandonassem as embarcações em chamas e remassem de volta para a linha britânica, e os brigues HMS Redpole e HMS Lyra foram convertidos em navios-faróis para guiar os incendiários para dentro do canal. Além deles, os cutelos Nimrod e King George (mais a escuna HMS Whiting) foram convertidos em plataformas de lançamento de foguetes Congreve. A Aetna e dois brigues se posicionaram ao norte dos fortes na Île-d'Aix, enquanto a Emerald e outros cinco pequenos navios fariam um ataque de distração a leste da ilha. Gambier, com o grosso da frota, posicionou-se mais perto da entrada de Aix Roads, ancorando a cerca de 9 milhas náuticas (17 km), possivelmente para ter espaço para recuar ao mar caso a operação fracassasse e a frota francesa contra-atacasse.

### O avanço dos navios incendiários

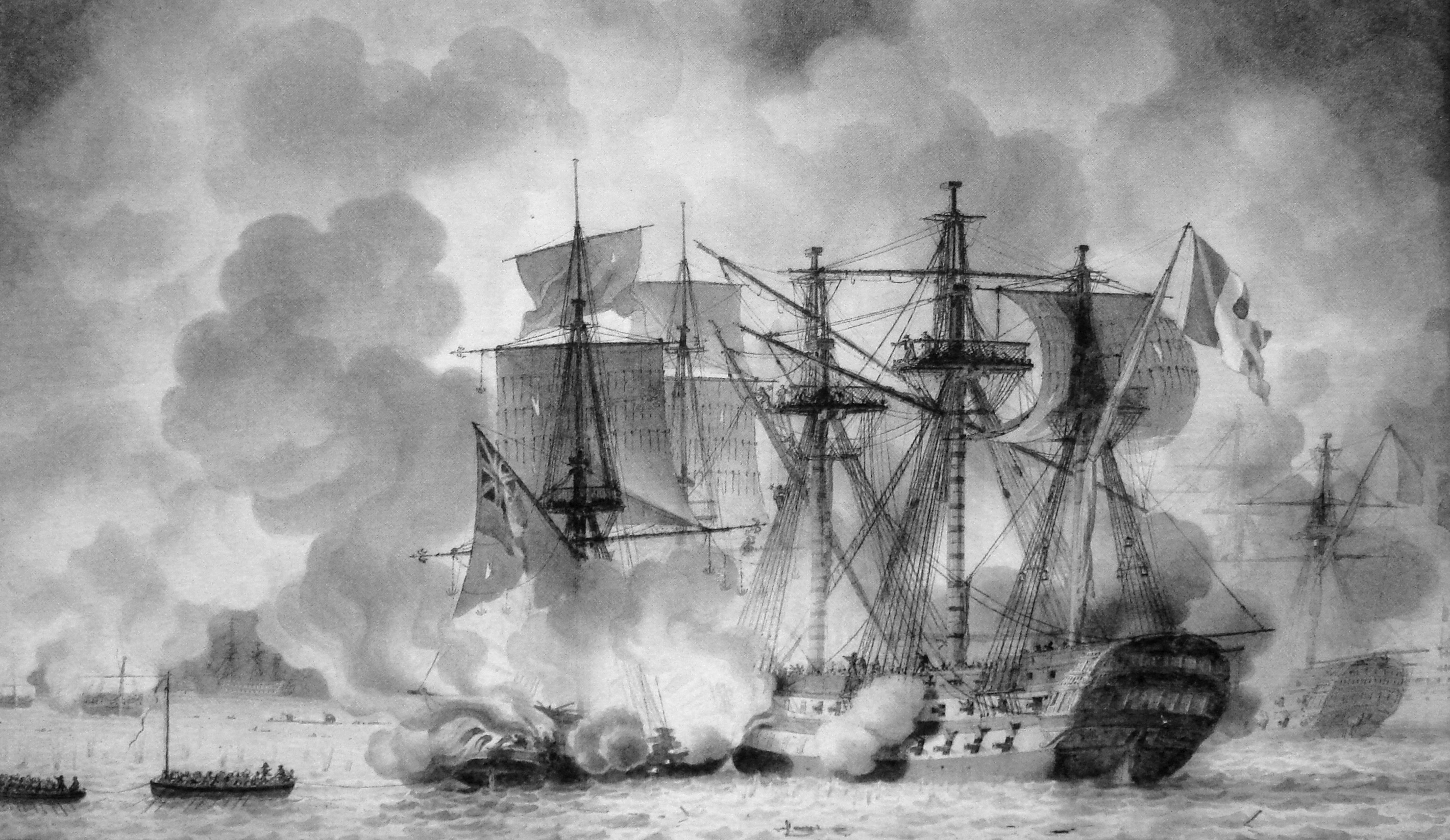
sob ataque de navios incendiários britânicos, durante a noite de 11 de abril de 1809. Louis-Philippe Crépin

Ao cair da noite, percebeu-se que, embora o vento soprasse na direção certa, estava forte demais para que os navios incendiários fossem acorrentados em esquadrões, conforme o plano original. Assim, cada embarcação recebeu ordem de avançar por conta própria. Por volta das 20h30, com vento e maré favoráveis e a escuridão da noite mais intensa do que se esperava, os navios incendiários largaram seus cabos de âncora e começaram a deslizar silenciosamente rumo à frota francesa. A maioria das tripulações voluntárias acendeu e abandonou suas embarcações cedo demais, fazendo com que os navios em chamas encalhassem bem antes de alcançar a barreira; um quase se chocou contra o Imperieuse, que precisou soltar o cabo para evitar a destruição. Outros nem sequer chegaram perto da barreira, incluindo um dos navios-bomba, cujos tripulantes perderam o controle durante o avanço. Alguns poucos, porém, incluindo o navio-bomba principal, comandado pessoalmente por Cochrane, continuaram avançando. Cochrane acendeu o pavio no último instante e, conforme relatado depois, quase se atrasou para abandonar a embarcação porque teria procurado o cachorro a bordo. Sua chalupa ainda estava próxima quando o navio explodiu, mas ele saiu ileso. Em outra explosão prematura, cinco marinheiros britânicos morreram e seis ficaram feridos. Essas detonações aconteceram próximas à fragata francesa Indienne, às 21h30 e 21h40, sem causar grandes danos por estarem contidas na barreira. Mas o Mediator, navio-chave da operação, conseguiu atravessá-la, abrindo caminho para os poucos incendiários que restaram.
As embarcações leves de Allemand não conseguiram rebocar ou desviar adequadamente os navios incendiários por causa do mar agitado. A Aix Road se transformou em um cenário de "horror sublime": navios em chamas vagavam à deriva pelo ancoradouro, alguns passando por entre os grandes cascos da linha francesa. Disparos do navio-bombardeiro Aetna e milhares de foguetes explodiam em meio à confusão, enquanto os fortes e todos os navios franceses abriam fogo contra ameaças reais ou imaginárias; foi descrito como "uma cena ... especialmente aterradora e sublime". Às 21h45, os incendiários alcançaram a linha de fragatas francesas, que cortaram os cabos e recuaram para sudeste, ao longo do canal. Em seguida, chegaram até a linha de navios de linha franceses; o Régulus foi atingido, a tripulação lutando por 15 minutos para conter o navio em chamas, enquanto derivava contra o Tourville. O Cassard também foi atingido, sofrendo 20 baixas entre mortos e feridos por um disparo de um incendiário, e vários outros navios franceses foram bastante avariados na confusão.
Por volta das 22h00, enquanto desviava de três navios incendiários, a nau-capitânia de 120 canhões Océan encalhou e foi chamuscada por um incêndio que atingiu sua popa. Para evitar explosão, a tripulação inundou o paiol de pólvora, enquanto os marujos tentavam afastar o navio incendiário. Nesse momento, os navios Tonnerre e Patriote surgiram das sombras. O Patriote conseguiu desviar a tempo, mas o Tonnerre se chocou contra o costado de estibordo da nau-capitânia, causando sérios danos antes de se soltar pouco depois. A tripulação do Océan chegou a manter o navio incendiário preso tempo suficiente para permitir que outras embarcações amigas se afastassem, antes de soltá-lo. Nesse processo, ao menos 50 homens caíram entre os navios em chamas e morreram.

### A hesitação de Gambier
Ao amanhecer de 12 de abril, apenas o Cassard e o Foudroyant permaneciam à tona, pois haviam derivado para a foz do Charente com a maré. O restante — nove navios de linha, o Calcutta e quatro fragatas — estava encalhado ao longo das praias e rochedos do canal. O Océan jazia isolado nos baixios de Aix Roads, com o Ville de Varsovie e o Aquilon encalhados em rochedos próximos a Charenton, a cerca de 500 jardas (460 m) de distância, e o Régulus e o Jemmapes estavam encalhados em terrenos mais macios ali perto. Ao norte, o Tonnerre ficara fortemente encalhado perto da Île Madame e, apesar dos esforços da tripulação, já estava alagado e perdido. O Calcutta estava no Banco de Palles, próximo aos destroços do Jean Bart, enquanto o Patriote e o Tourville estavam encalhados perto da foz do Charente, não muito longe da fragata Pallas. Em outros pontos, a Indienne estava em Pointe Aiguille e as fragatas Elbe e Hortense em Fontanelles.
Cochrane, agora de volta ao Imperieuse, percebeu imediatamente que, embora nenhum navio francês tivesse sido destruído diretamente pelo ataque, havia uma oportunidade de aniquilar toda a frota do Atlântico francês naquela manhã. Encalhados e vulneráveis, os navios franceses poderiam ser simplesmente destruídos por um ataque convencional em Aix Roads, com apenas as baterias e os dois navios ainda à tona para oferecer resistência. Às 05h48, ele enviou sinais frenéticos a Gambier: "Metade da frota poderia destruir o inimigo". Gambier reconheceu a mensagem, mas não respondeu nem deu ordens. Enquanto as tripulações francesas tentavam reflutuar seus navios, Cochrane enviou mais sinais: às 06h40, "Onze encalhados"; às 07h40, "Apenas dois à tona". Ainda assim, nenhuma reação vinha da frota britânica. Às 09h30, Cochrane sinalizou que "O inimigo se prepara para desencalhar" e, frustrado, enviou sinais cada vez mais sarcásticos: "Dois navios de linha são suficientes" e "Só as fragatas bastam para destruir o inimigo" — o primeiro sequer foi oficialmente hasteado, pois o oficial de sinais temeu ofensa ao almirante, e o segundo foi de fato sinalizado, mas não registrado no diário de bordo da Caledonia.
Às 09h35, Gambier ordenou que sua frota suspende-se âncoras e, em seguida, voltou atrás, promovendo uma conferência a bordo de seu navio-capitânia. Finalmente, às 10h45, a frota velejou, mas, às 11h30, Gambier mandou que parassem novamente após cobrir apenas 3 milhas náuticas (5,6 km), ancorando perto da Île-d'Aix e convocando mais uma conferência com seus capitães. Ele evitou cuidadosamente qualquer sinal que indicasse intenção de combate, chegando a soletar mensagens extensas para não usar a bandeira que significava "preparar para batalha". Seu comportamento nesse momento foi descrito pelo historiador Robert Harvey como "um dos atos mais lamentáveis de qualquer comandante-chefe na história naval britânica".
Enquanto Gambier hesitava, um a um os navios franceses encalhados começaram a reflutuar, embora vários tenham encalhado novamente. Como tinham removido mastros e velas antes do ataque, sofreram menos danos e ficaram mais fáceis de desencalhar. Por volta de 12h45, o Foudroyant e o Cassard, temendo um ataque da frota britânica, se retiraram para a foz do Charente, encalhando em Fouras. Às 13h00, Cochrane, cada vez mais impaciente, deliberadamente deixou o Imperieuse à deriva para dentro do canal, rumo à frota francesa, com a popa voltada para frente e o sinal "Os navios do inimigo estão içando velas", seguido de "O inimigo é superior ao navio perseguidor" e, às 13h45, "O navio está em perigo e precisa de ajuda imediata". Mais tarde, ele escreveu: "Era melhor arriscar a fragata, ou mesmo minha patente, do que permitir um desfecho vergonhoso às expectativas do Almirantado".
Às 14h00, a fragata encontrava-se ao alcance de tiro do Calcutta e abriu fogo contra o navio de apoio encalhado, apoiada pela Aetna e vários brigues, que Cochrane posicionou atirando com canhões em sua direção até que se movessem para onde ele queria. Cochrane forçara Gambier a agir: apesar de não querer arriscar sua frota em águas rasas, o almirante não podia permitir que uma única fragata enfrentasse sozinha toda a frota francesa, e cedeu, enviando a grande fragata HMS Indefatigable, as menores Emerald, Unicorn, Aigle e Pallas e os navios de linha Valiant e Revenge (este agora comandado pelo capitão Alexander Robert Kerr) para se unir ao esquadrão costeiro, entrar em Aix Roads e apoiar Cochrane.

## O combate de Cochrane

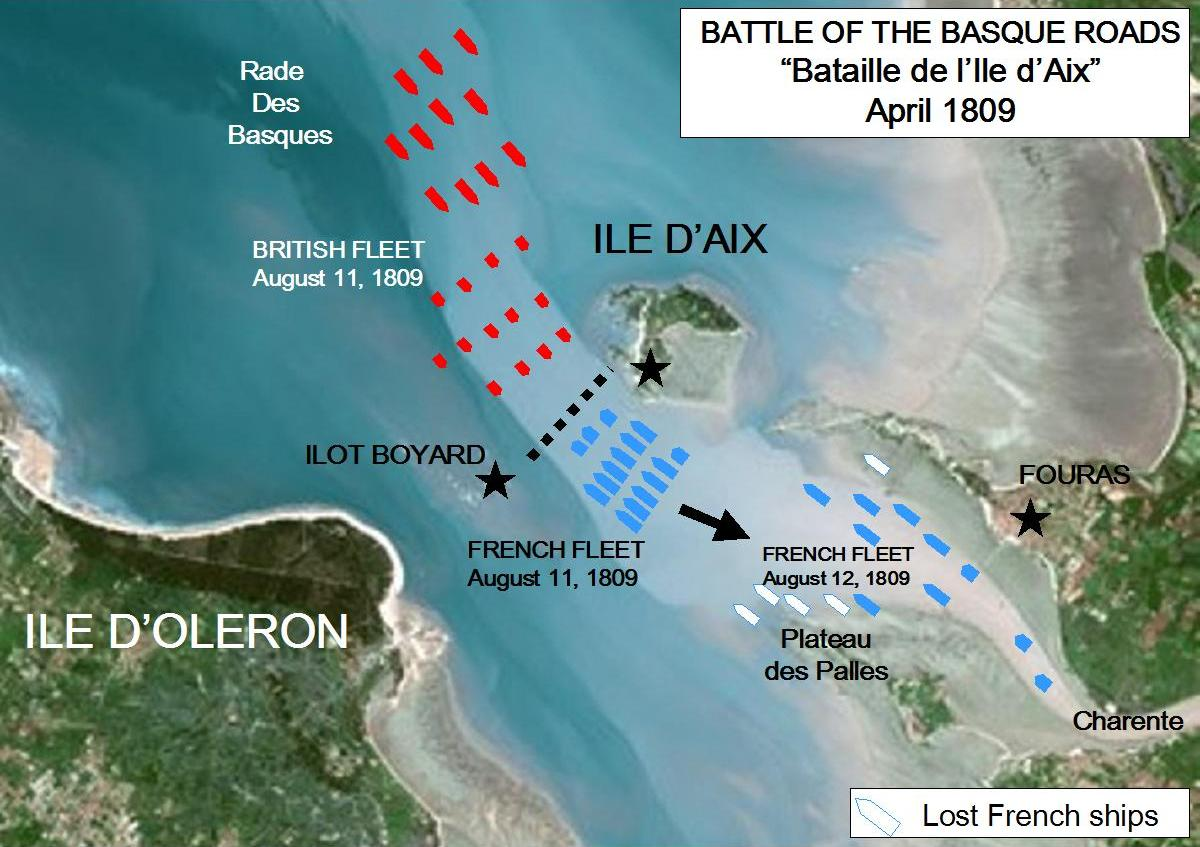
Posições e evolução completas da batalha

### Reforços de Gambier
Os reforços britânicos entraram em Basque Roads por volta das 15h20, no momento em que a tripulação do Calcutta abandonava o navio, fugindo pelo baixio. Formando uma linha de batalha, os britânicos abriram fogo pesado contra o navio de linha Ville de Varsovie, ainda encalhado, enquanto o Beagle, armado com pesadas carronadas, aproximou-se da proa do Aquilon e o fustigou repetidas vezes. Por duas horas, os navios franceses encalhados sofreram intenso bombardeio, com resposta limitada, até que, por volta das 17h30, os dois hasteararam bandeiras britânicas em sinal de rendição. Logo depois, a tripulação do já destruído Tonnerre abandonou o navio e o incendiou, provocando uma explosão no paiol por volta das 19h30, seguida, às 20h30, pela explosão do Calcutta, acidentalmente incendiado por um grupo de abordagem britânico entusiasmado demais. O navio de apoio carregava grande quantidade de munição, avaliada em meio milhão de libras, provocando uma explosão colossal. A maioria dos navios britânicos sofreu apenas danos leves e baixas reduzidas, apesar do fogo das baterias em Île-d'Aix. O Revenge encalhou temporariamente durante a noite, sofrendo 18 baixas. As perdas francesas foram pequenas, exceto no Ville de Varsovie, que contou cerca de cem baixas.
Apesar de Gambier não ter a intenção de arriscar sua frota em águas estreitas, ele autorizou que mais três transportes fossem convertidos em incendiários. Às 17h30, esses navios foram liderados por Stopford, no Caesar, acompanhados pelo Theseus e diversos barcos menores equipados com foguetes Congreve. Às 19h40, entretanto, o Caesar encalhou em um baixio, onde ficou até as 22h30, próximo ao Valiant, que também encalhara na maré baixa. Nesse momento, seis navios franceses sobreviventes — o Océan, quatro navios de linha e a fragata Indienne — ainda estavam encalhados perto da foz do Charente, enquanto o restante escapara rio acima. Durante a noite, o vento soprou em direção à terra, tornando impraticável outro ataque com incendiários, e os britânicos se contentaram em incendiar o Ville de Varsovie e o Aquilon, julgados irrecuperáveis pelo capitão John Bligh, do Valiant, embora Cochrane discordasse. Durante essa operação, um dos incendiários encalhou num baixio.
A visão dos destroços em chamas gerou novamente pânico entre a frota francesa; os navios encalhados abriram pesado fogo contra as embarcações incendiadas, supondo que fossem mais navios incendiários britânicos. O capitão Lacaille, do Tourville, ficou tão perturbado que ordenou o abandono e a queima imediata do navio. A evacuação foi tão apressada que o fogo não se alastrou como previsto, e, na manhã seguinte, percebeu-se que o navio ainda estava inteiro; a tripulação, então, retornou. Lá encontraram o intendente Eugéne-Joseph-Romain Bourgeois, que ficara a bordo por não acreditar na ordem de Lacaille, defendendo sozinho o navio e repelindo uma tentativa de abordagem britânica.

### A continuação da batalha
Às 05h00 de 13 de abril, Stopford ordenou a retirada do esquadrão costeiro de volta à frota de Gambier. Cochrane ficou furioso e chegou a propor usar apenas o Imperieuse e o Indefatigable para atacar desesperadamente o Océan, ainda encalhado, mas o capitão John Tremayne Rodd, do segundo, recusou. Frustrado, Cochrane permaneceu no ancoradouro, acompanhado pelo Pallas e outras embarcações menores, enquanto os maiores retornaram às águas mais abertas. Às 08h00, ele ordenou novo ataque aos navios ainda encalhados na foz do Charente, e, por volta das 11h00, os pequenos navios abriram fogo contra a nau-capitânia francesa. Embora o canhão do Aetna tenha se rompido, forçando seu recuo, o bombardeio prosseguiu ao longo do dia, mas com poucos resultados. Somente às 16h00, quando o Océan e o Régulus, aliviados de parte de seus suprimentos, puderam se mover, eles conseguiram recuar para a foz do Charente.
Durante esse combate, três navios de foguetes vindos da frota chegaram até Cochrane, cuja fragata estava encalhada devido à calmaria. A mensagem de Gambier era uma carta em duas partes. Na primeira, ele elogiava as conquistas de Cochrane até então, e o encorajava a renovar o ataque ao Océan, embora achasse improvável que resultasse em sucesso. Na segunda parte, uma carta privada instruía Cochrane a tentar apenas mais um ataque e depois se retirar à noite, pois Gambier desejava "enviá-lo à Inglaterra assim que possível". Cochrane respondeu apenas à primeira parte, afirmando que atacaria novamente no dia seguinte, ignorando a segunda. Mais tarde, ele alegaria que Gambier havia ordenado sua retirada direta por sinais a partir da Caledonia, embora não haja evidências de que tal sinal tenha sido emitido.

### A retirada de Cochrane

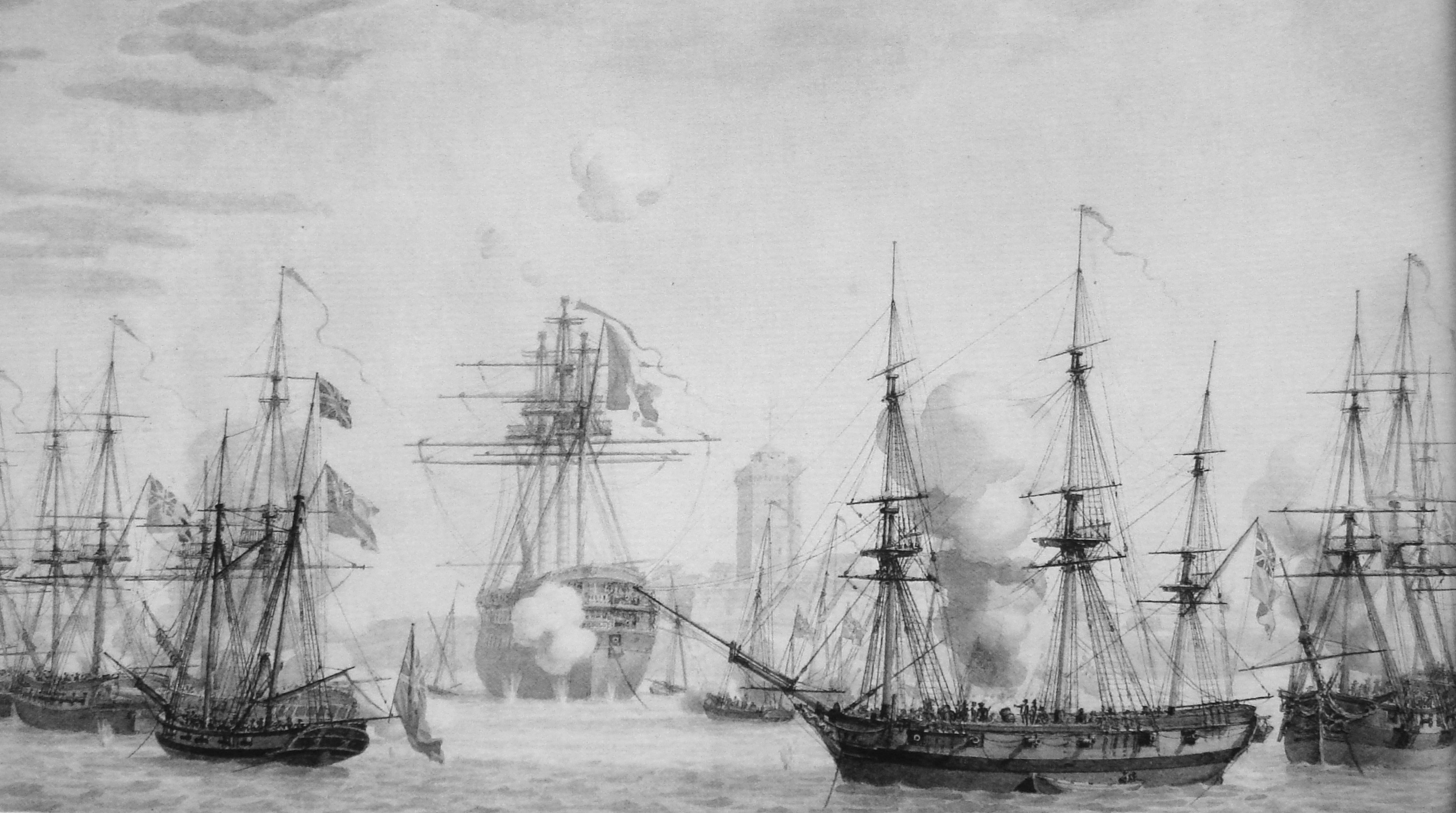
encalhado na lama em frente a Fouras, sob ataque de navios britânicos, abril de 1809. Louis-Philippe Crépin

Durante a noite, os britânicos não renovaram o ataque, e a manhã seguinte revelou que a maior parte dos navios franceses havia recuado rio acima. O Océan e o Tourville ainda estavam acessíveis, pois haviam encalhado perto de Foures, assim como alguns outros navios ao alcance de tiros mais distantes. Às 09h00, Gambier enviou o sinal definitivo para Cochrane se retirar imediatamente, substituindo-o pelo capitão George Wolfe, do Aigle. Cochrane voltou contrariado à frota e teve um confronto com Gambier, acusando-o de "hesitação extraordinária" e pedindo um novo ataque. Gambier recusou e ameaçou dizer que, se Cochrane tentasse culpá-lo pela vitória incompleta, seria visto como alguém que "arrogantemente queria todo o mérito para si". Cochrane foi imediatamente enviado de volta à Grã-Bretanha, partindo em 15 de abril com os despachos de Gambier, levados por Sir Harry Neale. Wolfe renovou brevemente o ataque em 14 de abril com o reparado Aetna, disparando todo o seu estoque de munição sem grande efeito.
Às 02h00 de 15 de abril, o Océan finalmente conseguiu se mover, atingindo segurança rio acima por volta das 03h30. Ainda havia alguns navios franceses expostos, mas sem um bombardeiro à disposição, eles permaneceram fora do alcance efetivo dos britânicos. Os marinheiros franceses fizeram grandes esforços para recuperar esses navios nos dias seguintes. Em 16 de abril, o Indienne foi considerado danificado demais para ser salvo e foi incendiado ao meio-dia. No dia seguinte, o Foudroyant e o Tourville chegaram a águas seguras, restando apenas o Régulus em situação vulnerável. Em meio a fortes tempestades e chuva, ele permaneceu encalhado na lama por vários dias, enquanto Wolfe se esforçava para trazer o recém-chegado HMS Thunder, outro bombardeiro, para a ação. Um ataque em 20 de abril falhou depois que o canhão do Thunder se rompeu quase imediatamente, e outro ataque maior, em 24 de abril, também não obteve sucesso. Nenhuma outra tentativa foi feita para destruir o Régulus, e, em 29 de abril, o navio finalmente reflutuou e atingiu local seguro no Charente. Nesse mesmo dia, Gambier encerrou o bloqueio do rio e navegou de volta à Inglaterra.

## Consequências

Sternhold and Hopkins at Sea; or a Stave out of Time. Charles Williams, 1809, NMM. Uma charge satírica. Gambier aparece lendo a Bíblia e ignorando o pedido de Cochrane para perseguir a frota francesa.

A batalha foi, sem dúvida, uma vitória para os britânicos: quatro navios de linha franceses (Ville de Varsovie, Tonnere, Aquilon e Calcutta) e uma fragata (Indienne) foram destruídos, e grande parte do restante da Frota de Brest ficou seriamente danificada, exigindo extensos reparos; Océan e Foudroyant se encontravam em estado especialmente ruim. As baixas francesas na batalha não são conhecidas com precisão, mas estimam-se em 150–200, enquanto os britânicos perderam apenas 13 mortos e 30 feridos. Allemand escreveria mais tarde que o maior dano sofrido pela frota fora no moral dos marinheiros franceses: "a maior parte está desanimada; todo dia ouço seus lamentos sobre a situação e os elogios ao inimigo". Outro comentarista francês disse a um oficial britânico que "agora não temos mais segurança contra os ingleses em nossos portos, e esperamos que eles entrem em Brest e levem nossa frota embora". Nenhum navio britânico sofreu algo além de danos leves nos dois semanas de combate, e a frota pôde retomar o bloqueio sabendo que a Frota de Brest estava neutralizada por um bom tempo, confinada a Rochefort, embora ainda houvesse um poderoso esquadrão em construção no porto, cujas defesas foram rapidamente reparadas. Esse foi o último momento, durante as Guerras Napoleônicas, em que uma frota francesa significativa pôde sair de um porto no Atlântico; o historiador Richard Woodman descreve como "o maior susto de uma frota francesa saindo do porto no período pós-Trafalgar". Sem apoio naval, as colônias francesas no Caribe ficaram isoladas, bloqueadas, invadidas e capturadas pouco depois.

### Cortes marciais
As consequências legais da batalha foram sérias para ambos os lados. Na França, quatro capitães enfrentaram corte marcial a partir de 21 de junho, acusados de ter abandonado seus navios com demasiada facilidade e de não cumprir ordens. O capitão do Tonnerre foi absolvido; o do Indienne foi absolvido da primeira acusação, mas sentenciado a três meses de prisão domiciliar pela segunda; e o do Tourville recebeu pena de dois anos de prisão e expulsão da Marinha por abandonar seu navio precocemente. O capitão do Calcutta, Jean-Baptiste Lafon, foi condenado por abandonar seu navio diante do inimigo e sentenciado à morte em 8 de setembro, sendo executado por fuzilamento no convés do Océan no dia 9 de setembro. Woodman considera que "esses infelizes oficiais pagaram o preço pela hesitação inicial de Willaumez". A derrota de Allemand é frequentemente atribuída às instruções de Napoleão antes da batalha, que considerava erroneamente Aix Roads um ancoradouro seguro.
No Reino Unido, Cochrane chegou a Spithead em 21 de abril, e as notícias da vitória se espalharam rapidamente. O The Times publicou um relato dramático que estimulou comemorações nacionais. Os oficiais subalternos que participaram do ataque com navios incendiários foram promovidos e receberam recompensas financeiras, enquanto James Wooldridge, capitão do Mediator — seriamente queimado — recebeu uma medalha de ouro e uma espada de cerimônia. Em 1847, o Almirantado autorizou a entrega da Medalha Naval de Serviço Geral com a barreta "Basque Roads 1809" aos 529 sobreviventes que requereram a condecoração.
Inicialmente, Cochrane foi celebrado por seu feito e nomeado Cavaleiro da Ordem de Bath em 26 de abril. Logo em seguida, porém, ele informou a lorde Mulgrave que usaria sua posição parlamentar para se opor a qualquer agradecimento ou recompensa formal a Gambier por sua atuação na batalha. Mulgrave alertou Gambier, que exigiu uma Corte marcial para avaliar sua conduta. A corte foi convocada em 26 de julho, presidida pelo almirante Sir Roger Curtis e pelo vice William Young, ambos amigos de Gambier e opositores políticos de Cochrane. Em oito dias de depoimentos e evidências, várias informações foram apresentadas de forma tendenciosa. O caso mais sério foi o uso de mapas de Basque Roads elaborados por oficiais da frota de Gambier, privilegiando a versão dele. Cochrane foi duramente questionado e perdeu a calma ao depor, sendo repetidamente admoestado. Ao final, Gambier foi absolvido e recebeu os agradecimentos do Parlamento, apesar da oposição de Cochrane.
Gambier continuou no comando até 1811 e seguiu servindo até morrer, em 1833. Cochrane saiu desacreditado e recusou novos serviços, optando por uma semiaposentadoria para se dedicar à política. Posteriormente, envolveu-se no Grande Escândalo da Bolsa de Valores de 1814, foi condenado e publicamente desonrado. Demitiu-se da Marinha Real e passou a servir primeiro na Marinha do Chile e depois na Marinha do Brasil, terminando como comandante da Marinha da Grécia, na Guerra de Independência da Grécia. Recebeu um perdão real em 1832 e retornou à Marinha Real, falecendo em 1860, pouco depois de publicar sua autobiografia, em que criticava duramente os envolvidos nos eventos de 51 anos antes.

### Avaliação histórica
A responsabilidade pela derrota francesa costuma ser atribuída tanto a Allemand quanto a Willaumez pelos historiadores. A hesitação de Willaumez em fevereiro deixou os franceses em posição precária, em particular por não ter atacado o esquadrão de Beresford quando tinha superioridade numérica, o que poderia ter permitido à frota acessar o Atlântico. Allemand, herdando essa situação, agravou-a ao tentar fortificar a frota em vez de buscar uma fuga ou contra-ataque. Permanecer ancorado em Aix Roads tornou inevitável o ataque britânico.
Na Grã-Bretanha, a atuação de Gambier vem sendo criticada por historiadores desde então. William Laird Clowes escreveu em 1901 que "não há dúvidas de que o assunto de Aix Road foi mal-conduzido tanto pelo Almirantado em casa quanto pelo almirante no local" e que "um grande comandante naval jamais perderia uma ocasião de atacar quando as condições lhe fossem favoráveis". Em 2007, o historiador Noel Mostert disse: "Oh Nelson! Nelson, onde você estava? Jamais a ausência desse homem em uma cena de ação claramente projetada para sua determinação foi mais dolorosamente evidente". No mesmo ano, David Cordingly observou que "a ousadia do ataque ... se compara aos feitos de um Drake, de Ruyter ou Nelson. Mesmo assim, a ação em Basque Roads passou a ser vista como uma oportunidade perdida, uma confusão e um fracasso parcial". Talvez a avaliação mais dura tenha vindo de um inimigo. Anos depois, Napoleão escreveu a um correspondente inglês que Cochrane "não apenas poderia ter destruído [os navios franceses], ... mas teria tomado todos eles, se seu almirante tivesse lhe dado o devido apoio ... O almirante francês era um bobo [imbécile], mas o de vocês não foi melhor". Ainda assim, o historiador Richard Glover (1973, em Britain at Bay, George Allen and Unwin) apresenta avaliação mais matizada e responsabiliza também Cochrane por insubordinação em meio a uma vitória britânica, observando que a carreira de Cochrane, de fato, praticamente terminou ali.